# Universidade Félix Houphouët-Boigny
A Universidade Félix Houphouët-Boigny (UFHB) é uma universidade pública localizada na comuna de Cocody, na cidade de Abijã. É a maior e mais tradicional instituição de ensino superior da Costa do Marfim. É de propriedade estatal e operada pelo Ministério do Ensino Superior e Pesquisa Científica.
Com mais de 50.000 alunos, a UFHB tem 13 faculdades e vários centros de pesquisa que fornecem diplomas de graduação de dois anos a diplomas acadêmicos profissionais, de especialização e de pós-graduação.

## Histórico
A tradição histórica da universidade inicia-se com a fundação da Escola das Letras de Abijã (ELA), fundada em outubro de 1958, sob a administração conjunta da Universidade de Dacar e da Diretoria Educacional da Costa do Marfim. Em seguida, no mesmo ano, foi fundado o Centro de Estudos Especializados.
Em 31 de julho de 1959 o Centro de Estudos Especializados é transformado no Centro de Educação Superior de Abijã, absorvendo a Escola de Letras, e criando-se a Escola de Direito e a Escola das Ciências.
Em 1 de outubro de 1963 o Centro de Educação Superior de Abijã é transformado na Universidade de Abijã, ato oficializado pelo decreto n° 64-42, de 9 de janeiro de 1964. Em 1971, os estudantes da universidade fundaram o Sindicato dos Alunos e Estudantes da Costa do Marfim (USEEECI) em protesto contra o Movimento dos Estudantes e Alunos da Costa do Marfim (MEECI) patrocinado pelo regime de Félix Houphouët-Boigny. A entidade estudantil expunha frontalmente as contradições do regime pró-ocidental de Boigny. Em função disto, foram duramente reprimidos por ordem de Boigny e os líderes presos no campo militar de Séguéla por sete meses.
Em 1 de junho de 1977 a Universidade de Abijã é integrada no sistema federal da "Universidade Nacional da Costa do Marfim", constituindo o campus principal deste. Em 2 de setembro de 1992 o campus principal passa a ser o Centro Universitário de Cocody-Abijã, porém ainda semiautônomo dentro do sistema federal da Universidade Nacional da Costa do Marfim.
Em 20 de dezembro de 1995, pelo decreto nº 95-975, o sistema foi subdividido em três instituições, com a universidade voltando à autonomia como Universidade de Cocody ou Universidade de Cocody-Abijã (as outras duas instituições são a Universidade Alassane Ouattara e a Universidade Nangui-Abrogoua).
Severamente afetada pela crise político-militar, depois pela crise de 2010-2011 (alguns alunos não concluíram seus cursos no período em função dos conflitos), a Universidade de Cocody-Abijã foi fechada, por decreto, durante parte do ano acadêmico de 2010-2011, para realizar grandes obras no verão de 2011 com vistas à sua reabertura. Estas obras são precedidas, em julho de 2011, da destruição de 7 bairros precários na zona da comuna de Cocody que se haviam se instalado no terreno de propriedade da universidade. Mais de 120 mil milhões de francos CFA foram investidos na reconstrução e saneamento do campus. Reabriu as suas portas em 3 de setembro de 2012, durante uma cerimônia oficial, em seguida registrando manifestações estudantis em dezembro de 2012.
O nome da instituição foi alterado para Universidade Félix Houphouët-Boigny em 8 de agosto de 2012, ato oficializado pelo decreto n° 2012-982, de 10 de outubro de 2012.